# Луї Агассіз
Жан Луї Родольф Агассіс (фр. Jean Louis Rodolphe Agassiz; 1807—1893) — швейцарський та американський іхтіолог, гляціолог, палеонтолог та геолог.

## Біографія
Народився 28 травня 1807 року у Мотьє (Швейцарія). Жан Луї був сином протестантського пастора в приході Мотье, на північно-східному березі Муртенського озера. Перший час Агассіс виховувався вдома. Потім провів 4 роки в гімназії Бьена і закінчив свою початкову освіту в академії Лозанни.
У 1826 році професор Мартіус запропонував Агассісу взяти участь в дослідженні прісноводних риб Бразилії і річки Амазонки. Агассіс прийняв цю пропозицію і займався в цій області до кінця свого життя.
Агассіс вибрав медицину за майбутню професію і потім навчався в Цюрихському, Гейдельберзькому та Мюнхенському університетах.
У 1829 році Агассіс здобув ступінь доктора філософії в Ерлангені, а в 1830 році здобув ступінь доктора медицини в Мюнхені.
У період з 1832 по 1845 роки був професором природної історії в університеті Невшателя.
Свої наукові дослідження Агассіс проводив у сферах іхтіології та гляціології. 1833 року починає роботу над п'ятитомною працею «Вивчення викопних риб». Ця праця започаткувала нову науку — палеоіхтіологію.
Дослідження вченого у галузі гляціології лягли в основу вчення про льодовикові періоди в історії розвитку Землі. Результати його досліджень викладені в книзі «Вивчення глетчерів». Ця робота вийшла у 1840 році й вважається деякими істориками науки його головною працею.
У 1846 році Агассіс перетнув Атлантику, проводячи дослідження з геології Сполучених штатів, а також провів курс лекцій в інституті Лоуелла в Бостоні. В ході цієї роботи Агассіс вирішив оселитися в Сполучених штатах, куди незабаром переїхав і провів там решту свого життя.
У 1847 році Агассіс був призначений професором зоології та геології в Гарвардському університеті.
У 1851 році Агассіс був призначений професором анатомії в медичному коледжі Чарльстону, в Південній Кароліні.
У 1865—1866 роках Агассіс з дружиною здійснив експедицію до Бразилії, в яку він поїхав з групою помічників. В результаті експедиції він випустив розповідь «Подорож до Бразилії» в 1868 році.
У 1871 році він здійснив другу експедицію, відвідавши південні береги північноамериканського континенту.
У 1873 році Джон Андерсон з Нью-Йорка передав Агассісу острів Пенікезе в бухті Баззард на східному узбережжі й надав йому суму 50 000 доларів для розвитку його школи природних наук, присвячену вивченню морської зоології. Однак через погане здоров'я Агассіс не зміг закінчити цей проєкт.
Був непримиренним противником теорії природного відбору та еволюції видів, він відстоював вчення Кюв'є про те, що різноманітність видів є результатом божественного втручання і відображає розмаїття ідей та їх асоціацій в божественному розумі.
Велику частину часу Агассіс присвятив викладацькій діяльності, а також активно займався створенням музеїв при університетах. Зокрема, саме він заснував музей порівняльної зоології в Кембриджі, брав участь у створенні музеїв у Бостоні, Чикаго і Нью-Йорку.

## Родина
Агассіс був двічі одружений. З першою дружиною у нього був єдиний син Александр Агассіс, що народився у 1835 році й став одним з видатних учених свого часу. У 1850 році дружина Агассіса померла і він одружився вдруге на Елізабет Кабот Кері з Бостона.

## Смерть
Александер Агассіс помер 14 грудня 1873 в Кембриджі та був похований на кладовищі Маунт-Оберн в штаті Массачусетс.

## Праці
- Recherches sur les poissons fossiles [Архівовано 25 травня 2021 у Wayback Machine.] (1833—1843)
- History of the Freshwater Fishes of Central Europe (1839—1842)
- Études sur les glaciers [Архівовано 24 листопада 2018 у Wayback Machine.] (1840)
- Études critiques sur les mollusques fossiles [Архівовано 5 березня 2021 у Wayback Machine.] (1840—1845)
- Nomenclator Zoologicus [Архівовано 31 травня 2021 у Wayback Machine.] (1842—1846)
- Monographie des poissons fossiles du Vieux Gres Rouge, ou Systeme Devonien (Old Red Sandstone) des Iles Britanniques et de Russie [Архівовано 5 березня 2021 у Wayback Machine.] (1844—1845)
- Bibliographia Zoologiae et Geologiae [Архівовано 12 липня 2014 у Wayback Machine.] (1848)
- (with A. A. Gould) Principles of Zoology for the use of Schools and Colleges (Boston, 1848)
- Lake Superior: Its Physical Character, Vegetation and Animals, compared with those of other and similar regions [Архівовано 23 жовтня 2020 у Wayback Machine.] (Boston: Gould, Kendall and Lincoln, 1850)
- Contributions to the Natural History of the United States of America [Архівовано 24 січня 2021 у Wayback Machine.] (Boston: Little, Brown, and Co., 1857—1862)
- Geological Sketches (Boston: Ticknor & Fields, 1866)
- A Journey in Brazil (1868)
- De l'espèce et de la classification en zoologie [Архівовано 5 березня 2021 у Wayback Machine.] [Essay on classification] (Trans. Felix Vogeli. Paris: Bailière, 1869)
- Geological Sketches (Second Series) [Архівовано 26 січня 2021 у Wayback Machine.] (Boston: J.R. Osgood, 1876)
- Essay on Classification [Архівовано 5 червня 2011 у Wayback Machine.], by Louis Agassiz (1962, Cambridge)